# Elghovedet fra Huittinen
Elghovedet fra Huittinen (finsk: Huittisten hirvenpää) er et figurin af et elghoved af sæbesten, der stammer fra ældre stenalder. Det blev fundet i 1903 i Huittinen i provinsen Satakunda, Finland og er dateret til mellem 7000 og 8000 f.v.t. 
Det er permanent udstillet på Finlands Nationalmuseum i Helsinki, men en kopi er udstillet på Huittinen Museum og i skulptursamlingen på Helsinki Universitet. Elghovedet er det bedst kendte arkæologiske fund i Finland.

## Refernecer
1. ↑  National Museum Permanent Exhibition Arkiveret 20. maj 2015 hos  Wayback Machine Finnish National Board of Antiquities. Retrieved 30 November 2013.
2. ↑  Museum of Huittinen Arkiveret 28. januar 2020 hos  Wayback Machine (in Finnish). Retrieved 30 November 2013.
3. ↑  Sculpture Collection of the Department of Art History Arkiveret 4. marts 2016 hos  Wayback Machine University of Helsinki. Retrieved 30 November 2013.